# 索尼Xperia acro S
Sony Xperia acro S是日本電子公司索尼於2012年推出的高階智慧型手機。

## 規格

### 硬體部分
這款手機擁有一個電容式觸摸屏，測量4.3英寸為1280×720的342 PPI與索尼的Mobile BRAVIA引擎現實顯示的分辨率。它支持多點觸控，並能夠顯示16777216種顏色的。該相機具有1300萬像素，自動對焦和也的Exmor R低光拍攝。它能夠記錄在1080與連續自動對焦，影像穩定器和手機影片還採用了前置攝像頭，1300萬像素能夠錄製720p的影片。該器具具有一個1.5 GHz雙核高通Snapdragon處理器，擁有1GB的RAM，內置16GB內存的，同時也支持32 GB的外部存儲器與NFC（近場通信），使可與的Xperia智能標記使用,或低值的金融交易，如NFC的應用越來越廣泛的應用，從谷歌播放相應的應用程序。該器具還具有一個微型USB連接器，USB隨身行支持和HDMI端口觀看照片和影片在電視屏幕上。作為防塵防水裝置，它配備了防刮和防破碎的玻璃和IP57的防塵防水等級。

### 軟體部分
這款手機發布了Android4.0(Ice Cream Sandwich)，是Facebook的整合與的Timescape界面皮膚添加在Android之上。該瀏覽器支持HTML，HTML5，XHTML和CSS3。這款手機還集成了與RDS，的PlayStation認證，讓用戶玩的PlayStation套件遊戲立體聲調頻收音機，並連接到索尼娛樂網絡，允許用戶無限制訪問音樂和影片。該設備具有WiFi和WiFi熱點功能，採用4.0藍牙連接，也是DLNA認證。索尼已作出的Android4.1.2(Jelly Bean)固件可供用戶通過索尼的PC Companion來下載。

### 其他
- 通信系統：HSDPA／UMTS／GSM四頻
- 螢幕：4.3" Mobile BRAVIA Engine Super LCD 1280x720
- 處理器：Qualcomm Snapdragon S3 MSM8260, 1.5GHz 雙核心處理器
- 記憶體：1GB RAM / 16GB ROM
- 系統：Android 4.0,現已推出4.1.2更新（日本版上市时：Android 2.3.7）
- 相機：1,200萬畫素後置鏡頭（有LED閃光燈）（有Exmor R for Mobile 感光元件、3D 全景拍攝、16 倍數位變焦、自動對焦等功能）、130萬畫素前置鏡頭
- NFC：有
- 設計國： 日本
- 产地國： 中国
- 上市日期：
  - 2012年3月10日（ 日本 au by KDDI IS12S）
  - 2012年3月15日（ 日本 NTT docomo with series SO-03D）
  - 2012年8月3日（ 全球）[1]

## 顏色
顏色包括：
| 顏色 | 名稱   | 英語(NTT Docomo/KDDI au) | 備註     |
| ---- | ------ | ------------------------ | -------- |
|      | 黑色   | Black                    |          |
|      | 白色   | White                    |          |
|      | 粉紅色 | Sakura/Rouge             |          |
|      | 藍色   | Aqua/Blue                | 日本限定 |